# Tripylus excavatus
Tripylus excavatus is een zee-egel uit de familie Prenasteridae.
De wetenschappelijke naam van de soort werd in 1845 gepubliceerd door Rodolfo Amando Philippi.